# Armstrong Grove Township
Armstrong Grove Township est un township, du comté d'Emmet en Iowa, aux États-Unis,,. Le township est nommé en l'honneur d'un pionnier qui, en 1856, a acquis 160 acres (65 ha) de terrain.

## Source de la traduction
- (en) Cet article est partiellement ou en totalité issu de l’article de Wikipédia en anglais intitulé « Armstrong Grove Township, Emmet County, Iowa » (voir la liste des auteurs).